# Strumień indukcji elektrycznej
Strumień pola indukcji elektrycznej opisuje prawo Gaussa w materialnym ośrodku:
{\displaystyle \Phi _{D}=\oint \limits _{S}{\vec {D}}\cdot d{\vec {S}}.}
Jednostką strumienia indukcji elektrycznej jest kulomb (A·s). Z tego wynika, że miarą strumienia indukcji elektrycznej jest ładunek elektryczny:
- całkowity ładunek indukowany znajdujący się na powierzchni zamkniętej {\displaystyle S} ciała lub
- całkowity ładunek swobodny zawarty wewnątrz zamkniętej powierzchni {\displaystyle S} (ładunek indukowany uwzględniony jest poprzez {\displaystyle \epsilon _{r}} w prawie Gaussa dla materialnego ośrodka[1][2]).